# Атеш, Неджла
Неджла Атеш (тур. Nejla Ateş, урожд. Наджие Батыр (крымскотат. Naciye Batır); ; 7 марта 1932, Констанца, Румыния — апрель 2005, Стамбул, Турция) — турецкая актриса и танцовщица живота.

## Биография
Родилась 7 марта 1932 года в румынском городе Констанца в татарской семье. Была одной из 4 сестер в семье. Ее отец, занимавшийся ремонтом дорог, погиб в ходе несчастного случая, когда девочке было 5.
В 30-е годы вместе с матерью переехала в Турцию. Уже в 14 девочке пришлось пойти работать на фабрику, так как денег не хватало. С самого детства в ней жила любовь к пению и танцам, поэтому часть своего заработка она отдавала приемным родителям, а часть тратила на частные уроки танцев. Обладая хорошими способностями, уже к 17 научилась превосходно танцевать. Чтобы научиться акробатическим элементам, она пошла работать в цирк.
Под псевдонимом «Неджла Атеш» в Турции получила славу превосходной танцовщицы. Вскоре стали поступать предложения выступать за пределами страны. Сначала ее позвали на Кипр, потом — в Париж, Рим, Багдад, Каир и другие города востока. Ей удалось быть замеченной и танцевать в знаменитом мюзик-холле Парижа («Казино де Пари») наравне с такими звёздами как Морис Шевалье, Эдит Пиаф, Жозефина Бейкер. К 22 годам стала знаменитой на весь мир работала в кабаре Лидо, что расположен в городе Фоли-Бержер.
В 1954 году была приглашена в США играть в бродвейском мюзикле по пьесе «Фанни». Девушка, чьи движения напоминали извивающуюся змею, полюбилась американцам. На нее обратили внимание в Голливуде. В том же году она снялась в фильме «Ричард Львиное Сердце», а потом в фильме «Сын Синдбада». Приключенческий жанр и масштабные декорации не оставили равнодушными американских зрителей.
Проживая в США, она работала над проектами с американскими знаменитостями, такими как Уильям Холден, Боб Хоуп, Уильям Армстронг, а также имела дружеские отношения с Глорией Свенсон и Мерлин Монро. Сама Джуди Гарленд очень хотела учиться у нее танцам. Ее приглашали на вечеринки, торжественные ужины. За ней ухаживал «нефтяной король» Шеппард Кинг, предлагая руку и сердце. Однако Неджла не смогла найти общий язык с его семьей и отклонила предложение.
Продолжая быть востребованной в 30 лет, танцевала в разных городах США. За 10 лет жизни в этой стране смогла накопить 1 миллион долларов.
Происшествия одной ночи оказали огромное влияние на жизнь танцовщицы. Ее личный менеджер проиграл в казино все накопления женщины и покончил жизнь самоубийством. Неджла была в отчаянии. На счету не осталось ни пенни. Единственной отдушиной стало предложение итальянского скульптура Альбиона Марко вырезать с девушки статую. Две недели она позировала мастеру. Когда статуя была готова, ее поместили в один из выставочных залов Нью-Йорка. В ту же ночь она была украдена, а наутро обнаружена в Центральном парке. Одной из причин была тяжесть груза.
Это привлекло внимание к танцовщице. Ей стали поступать интересные предложения о сотрудничестве. После 10-летнего перерыва она снова оказалась на Бродвее. Однако в 1965 году принимает для себя решение вернуться в родную Турцию. Там же она не смогла вернуть себе былой славы, несмотря на многочисленные танцы в барах. Это стало одной из причин её падения в нищету и неоднократных попыток самоубийства. В первый раз она наглоталась транквилизаторов и аспирина, данная попытка суицида была спровоцирована ссорой с ее тогдашним воздыхателем — певцом Бобби Кольтом. Жена Кольта — Хоуп Даймонд — назвала Атеш одной из причин, из-за которых та развелась со своим мужем. Впоследствии Атеш неоднократно заявляла о том, что ей надоела вся эта жизнь.
Повторно покушаясь на собственную жизнь, Неджла пострадала от передозировки барбитуратами, после чего впала в непродолжительную кому. По ходу своей карьеры (с 1952 по 1966 года) перенесла ряд травм, самой заметной из которых стало смещение позвоночных дисков, которое скорее всего произошло из-за танцев. Желтая пресса прохаживалась по персоне Атеш, однажды одна из таких газет написала, что когда Неджла переехала из США обратно в Турцию, то ее не узнали прежние знакомые. Она набрала вес выше 90 килограмм. 
Неджла скончалась в одной из больниц Стамбула в апреле месяце 2005 года, на момент смерти ей было 73 года.

## Фильмография
- 1954 — Сын Синдбада[англ.] — танцовщица
- 1955 — Король Ричард и крестоносцы[англ.] — танцовщица